# Laurence Echard

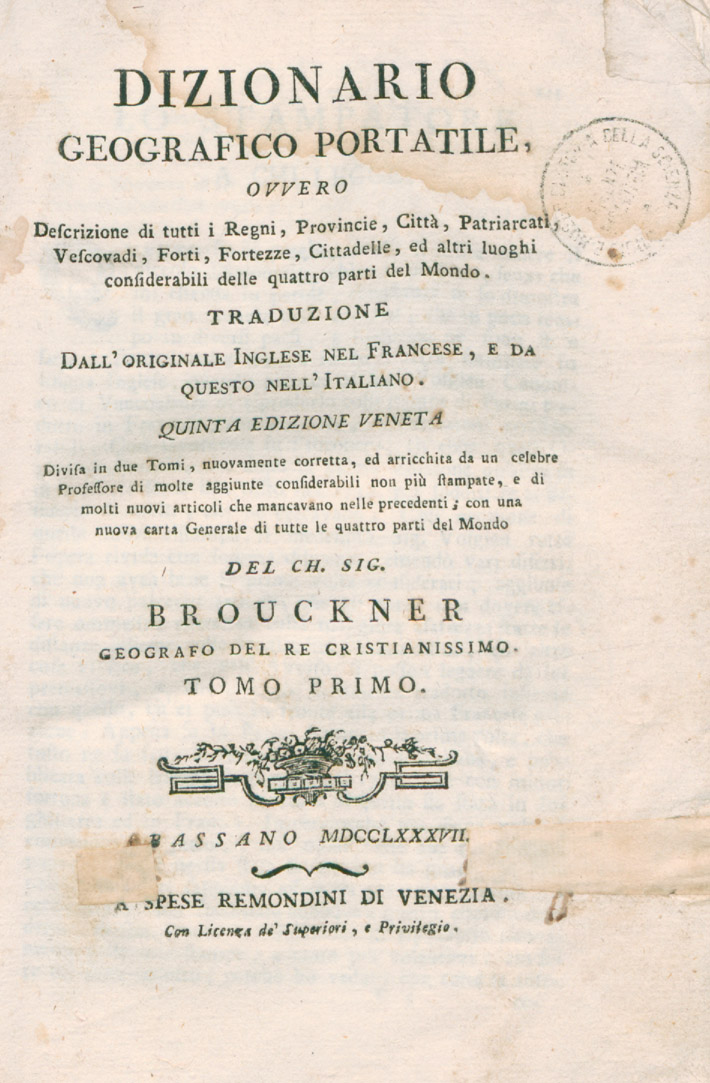
Dizionario geografico portatile, 1787

Laurence Echard (Barsham, 1670 circa – Lincoln, 1730) è stato uno storico britannico.

## Biografia
Era figlio del reverendo Thomas Echard o Eachard. Il 26 maggio 1687, diciassettenne, fu ammesso al Christ's College, dove conseguì la laurea nel 1692 e la laurea magistrale nel 1695. Divenne in seguito cappellano del vescovo di Lincoln. Si sposò due volte e non ebbe figli.
Per vent'anni visse a Louth e scrisse numerose opere compilative di storia, geografia e classici, oltre a tradurre Terenzio, Plauto. La sua traduzione della storia delle rivoluzioni d'Inghilterra di D'Orleans rimase il testo di riferimento fino alla pubblicazione della Histoire d'Angleterre di Paul de Rapin de Thoyras.

## Opere
- Laurence Echard, Gazetteer's. 1, Remondini, 1787.

- Laurence Echard, Gazetteer's. 2, Remondini, 1787.